# Henry Howard (earl Surrey)

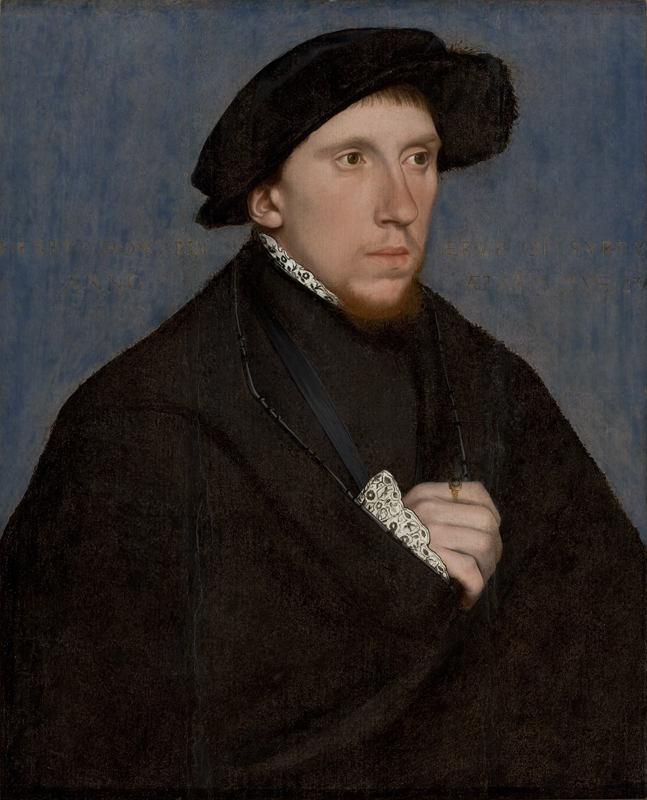
Hans Holbein, Henry Howard, Earl of Surrey, ca. 1542

Henry Howard, Earl of Surrey  (Hunsdon, Hertfordshire, Engeland, 1517  -  Londen, 19 januari 1547) was een Engels dichter en aristocraat.
Howard was de oudste zoon van Thomas Howard, 3de hertog van Norfolk,  en zijn tweede vrouw, Elizabeth Stafford, een dochter van Edward Stafford, 3de hertog van Buckingham.
Hij werd opgeleid in Engeland en Frankrijk en was nauw bevriend met Henry Fitzroy, hertog van Richmond, die een buitenechtelijk kind was van Hendrik VIII. 
Hij werd graaf van Surrey in 1524, toen zijn grootvader stierf en zijn vader hertog van Norfolk werd.
In 1532 trouwde hij met Frances de Vere, dochter van de graaf van Oxford. Zij kregen vijf kinderen.
In 1536 diende hij onder het commando van zijn vader in het leger van Hendrik VIII tijdens de “Pilgrimage of Grace”, een volksopstand in Yorkshire die ontstond uit protest tegen de breuk met  de kerk van Rome en de opheffing van de kloosters. Na een ruzie met een officier werd hij in 1537 opgesloten in de Tower of London. Hij raakte hierdoor overigens niet uit de gratie aan het hof, kreeg nieuwe militaire opdrachten en werd in 1540 benoemd tot ridder in de exclusieve Orde van de Kousenband.
Henry Howard was echter een trots en arrogant mens, die erop stond zijn rang en wapen te verbinden aan die van het koningshuis, gesterkt door zijn afstamming van Eduard I. Aangezien Hendrik VIII geloofde dat Howard van plan was de plaats van zijn zoon Eduard op te eisen, liet hij hem en zijn vader in december 1546 gevangenzetten op beschuldiging van verraad. Surrey, zoals hij meestal kortweg wordt genoemd, werd op 19 januari 1547 onthoofd op Tower Hill. Zijn vader, die op 28 januari terechtgesteld zou worden, ontsnapte aan hetzelfde lot doordat de koning de daaraan voorafgaande nacht overleed.
Surrey werd begraven in St Michael the Archangel, Framlingham, Suffolk.

## Literaire verdiensten
Surrey wordt vaak in een adem genoemd met Thomas Wyatt. Hij bewonderde het werk van Wyatt en liet zich inspireren door dezelfde bronnen, de Italiaanse school en met name Petrarca. De twee waren van grote betekenis voor de invoering in Engeland van de Italiaanse versvorm van het sonnet en gaven er een eigen Engelse vorm aan die uiteindelijk zou worden geperfectioneerd door William Shakespeare. Wyatt en Surrey staan door hun werk bekend als 'de vaders van het Engelse sonnet'. Daarnaast was Surrey degene die in Engeland voor het eerst gebruik maakte van blanke verzen in zijn vertaling van de boeken II en IV van Vergilius' Aeneis. Deze versvorm werd vervolgens volop gebruikt en uitgewerkt door  Shakespeare, Christopher Marlowe, John Milton en anderen.
Werk van Surrey werd, samen met dat van Wyatt, in 1557 gepubliceerd in Tottel's Miscellany.